# The Alchemist's Euphoria
 (août 2022).
Albums de Kasabian
For Crying Out Loud
(2017)
The Alchemist's Euphoria est le septième album studio du groupe britannique de rock alternatif Kasabian sorti le 5 août 2022 par Columbia Records.

## Pistes
Toutes les chansons sont écrites et composées par Serge Pizzorno.
| 1.    | Alchemist                    | 2:39 |
| 2.    | Scriptvre                    | 3:49 |
| 3.    | Rocket Fuel                  | 3:02 |
| 4.    | Strictly Old Skool           | 3:07 |
| 5.    | Alygatyr                     | 3:23 |
| 6.    | Æ Space                      | 0:48 |
| 7.    | The Wall                     | 3:29 |
| 8.    | T.U.E (The Ultraview Effect) | 5:45 |
| 9.    | Stargazr                     | 4:56 |
| 10.   | Chemicals                    | 3:31 |
| 11.   | Æ Sea                        | 0:33 |
| 12.   | Letting Go                   | 3:03 |
| 38:05 |                              |      |

## Classements hebdomadaires
| Classement (2022)             | Meilleure place |
| ----------------------------- | --------------- |
| Allemagne (Media Control AG)  | 63              |
| Belgique (Wallonie Ultratop)  | 101             |
| Écosse (OCC)                  | 1               |
| Royaume-Uni (UK Albums Chart) | 1               |
| Suisse (Schweizer Hitparade)  | 26              |